# Peter Trummer
Peter Trummer (* 23. Juni 1941 in Bruck an der Mur) ist ein römisch-katholischer Theologe und Bibelwissenschaftler.

## Leben
Peter Trummer wurde am 23. Juni 1941 als Sohn eines Bestatters in Bruck an der Mur geboren. Nach der allgemeinen Schulausbildung studierte er Theologie in Graz, Tübingen und Regensburg. Im Jahr 1966 wurde er zum Doktor der Theologie promoviert, 1976 folgte die Habilitation für Neues Testament. Bis 2006 war er Außerordentlicher Universitätsprofessor für Neutestamentliche Bibelwissenschaft an der Katholisch-Theologischen Fakultät der Karl-Franzens-Universität Graz. Er ist weiterhin in der theologischen Bildungsarbeit engagiert und sowohl als theologischer Autor als auch künstlerisch tätig.

## Werke (Auswahl)
- Die blutende Frau. Wunderheilungen im Neuen Testament. Herder, Freiburg im Breisgau 1991, ISBN 3-451-22326-0.
- Heiliges Land – beiderseits des Jordan. Tyrolia, Innsbruck 1998.
- Daß meine Augen sich öffnen. Kleine biblische Erkenntnislehre am Beispiel der Blindenheilungen Jesu. 2. durchges. Aufl., Kohlhammer, Stuttgart 1999, ISBN 3-17-016207-1.
- ... dass alle eins sind! Neue Zugänge zu Eucharistie und Abendmahl. Patmos, Düsseldorf 2001, ISBN 3-491-70338-7.
- Kann die Bergpredigt Berge versetzen?, Verlag Styria, Graz 2002
- „Das ist mein Leib“. Neue Perspektiven zu Eucharistie und Abendmahl. Patmos, Düsseldorf 2005, ISBN 3-491-70383-2.
- Steh auf, nimm dein Bett und geh nach Hause. Wie Jesus heilte und heilt. Herder, Freiburg im Breisgau 2012, ISBN 978-3-451-34546-3.
- „Ich bin das Licht der Welt“. Meditationen zu biblischen Ich-bin-Worten. Herder, Freiburg im Breisgau 2018, ISBN 978-3-451-38638-1.
- Den Herzschlag Jesu erspüren. Seinen Glauben leben. Herder, Freiburg im Breisgau 2021, ISBN 978-3-451-39020-3.
- Auferstehung jetzt – Ostern als Aufstand. Theologische Provokationen. Herder, Freiburg im Breisgau 2023, ISBN 978-3-451-39499-7.